# Johannes Orb
Johannes Orb (* 17. Januar 1854 in Deckenbach; † 11. November 1911 in Offenbach am Main) war ein hessischer Politiker (SPD) und Abgeordneter der 2. Kammer der Landstände des Großherzogtums Hessen.
Johannes Orb war der Sohn des  Landwirts Johannes Orb und dessen Ehefrau Elisabetha, geborene Georg. Orb, der evangelischen Glaubens war, heiratete Katharina geborene Stein.
1872 bis 1888 war er Fabrikarbeiter in Offenbach. 1888 bis 1900 arbeitete er als Lagerverwalter des "Neuen Ceres" (Konsumverein) in Offenbach. 1900 bis 1907 war er Bürogehilfe der Ortskasse.
Er war 1896–1907 Mitglied und 1907 bis zu seinem Tode hauptamtlicher Sekretär im SPD-Landesvorstand Hessen mit Sitz in Offenbach. 1899 bis 1907 war er Stadtverordneter in Offenbach. 
Von 1902 bis 1911 gehörte er der Zweiten Kammer der Landstände an. Er wurde für den Wahlbezirk Starkenburg 16/Offenbach-Seligenstadt gewählt.